# O Cebreiro

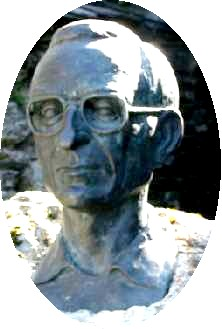
Büste neben der Kirche: Elías Valiña Sampedro

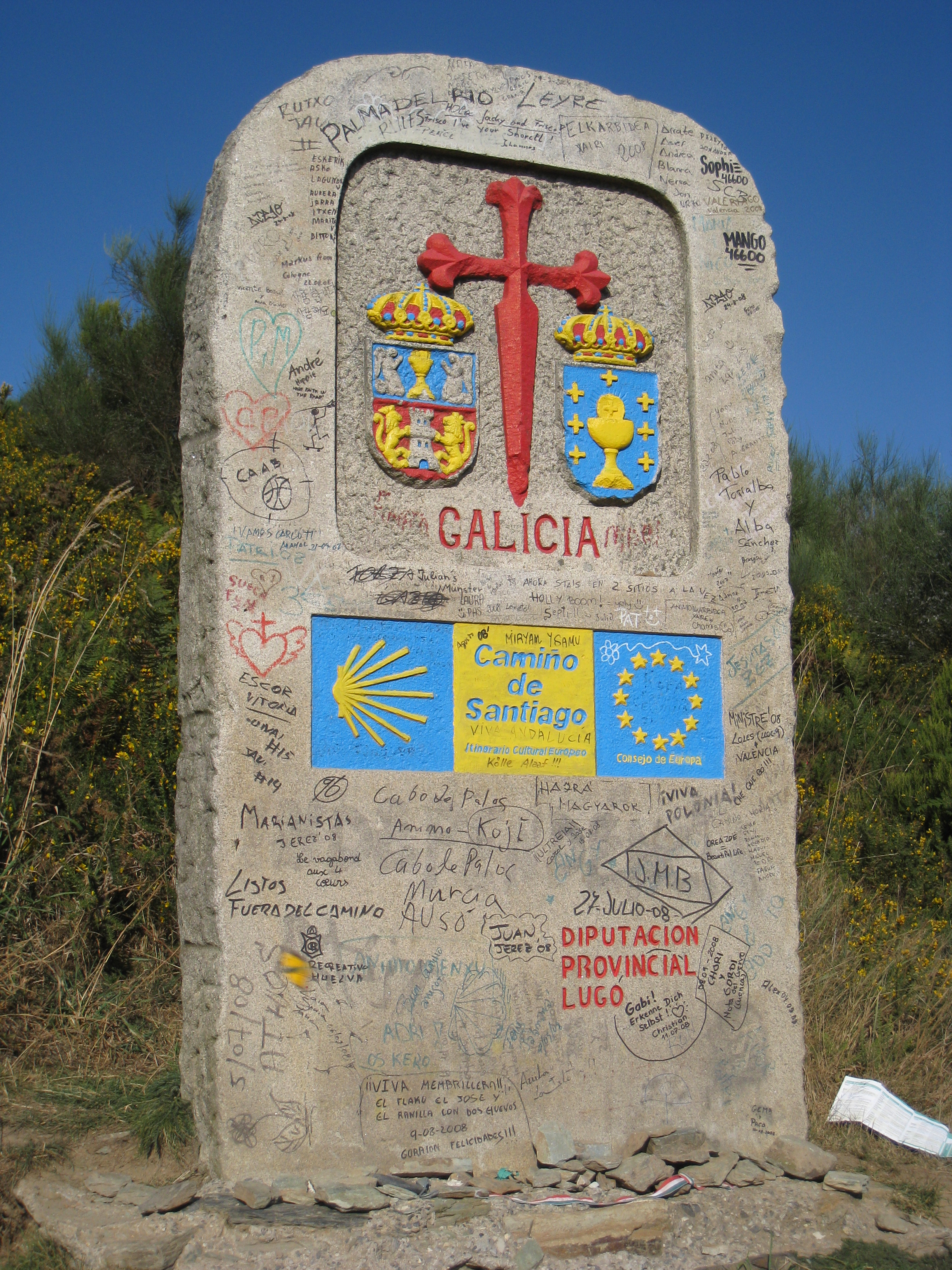
Wegstein am Jakobsweg, der zwischen Laguna und O Cebreiro den Beginn der Autonomen Region Galicien anzeigt

O Cebreiro (spanisch: El Cebrero) ist ein kleines Dorf am Jakobsweg im Osten der Autonomen Gemeinschaft Galicien (Spanien). In der Provinz Lugo gelegen, gehört der Ort zur Gemeinde (municipio) Pedrafita do Cebreiro.

## Geographische Lage
O Cebreiro liegt auf etwa 1300 Meter Höhe ü. d. M. unweit des Cebreiro-Passes, einer bereits in der Antike genutzten Verbindung zwischen den Hochebenen (mesetas) von Kastilien-León und Galicien.

## Geschichte
O Cebreiro besteht als Pilgerstation, seit Alfons II der Keusche 836 hier ein Pilgerhospital und ein Kloster zu dessen Betreuung stiftete. Es ist gleichzeitig wichtig für das aktuelle Pilgerwesen: Von hier – der Wirkungsstätte des Pfarrers Don Elías Valiña Sampedro – gingen wichtige Impulse für die Neubelebung des Jakobswegs aus.

## Hostienwunder
Berühmt ist es durch ein Hostienwunder, das sich im Jahr 1300 hier zugetragen haben soll: Ein frommer Bauer kommt trotz Sturm den Berg hinauf zur heiligen Messe, die ein an Gott zweifelnder Mönch zelebriert. Er macht sich insgeheim lustig über den Bauern. Bei der Wandlung verwandeln sich Brot und Wein jedoch tatsächlich in sichtbares Fleisch und Blut, wodurch der Mönch von seinen Glaubenszweifeln geheilt wird.
Das „Wunder von O Cebreiro“ wurde im 15. Jahrhundert von Papst Innozenz VIII. und Papst Alexander VI. durch Ablassprivilegien gefördert. Die Katholischen Könige stifteten ein Bergkristallfläschchen für das „Fleisch und Blut“. Die jährliche Wallfahrt zu Ehren des Wunders findet jeweils am 8./9. September statt.
Dieser „galicische Heilige Gral“ ging in das galicische Wappen ein und soll eine Inspiration für Richard Wagners musikalisches Schaffen geliefert haben (Parsifal).

## Sehenswürdigkeiten
- Die Iglesia Santa Maria ist die älteste Pilgerkirche am Jakobsweg und wurde zusammen mit dem oben erwähnten Kloster gebaut. Ihr Glockenturm stellt insofern eine Besonderheit dar, als die Glocken nicht im Innern aufgehängt sind, sondern – wie in einem Glockengiebel – in den Bogenöffnungen. Die Kirche ist wegen der Stürme sehr tief in den Felsen gesetzt (links vom Eingang zeigt die Fensterhöhe in der Taufkapelle die Höhe des vorromanischen Baus). Die Kirche ist dreischiffig und mit rechtwinkligen Apsiden angelegt. In der linken Apsis befindet sich eine Figur des Heiligen Benedikt; die Mittelapsis birgt eine romanische Marienfigur Santa Maria la Real aus dem 12. Jahrhundert, davor ist das Grab des zweifelnden Mönches zu sehen; die rechte Apsis beinhaltet die Gerätschaften des Wunders. Das Taufbecken aus dem 9. Jahrhundert ist ein Untertauchbecken, wie es bis ins 13. Jahrhundert üblich war.
- Die Pallozas sind die elliptischen Hütten der Keltiberer. Sie sind strohgedeckt, fenster- und kaminlos (Rauchabzug durch Strohdach) und boten Raum für Tier und Mensch. Ein Drittel war Stall und Scheune (deshalb breites Tor), zwei Drittel stellten den Wohnbereich dar, den sich bis zu vier Generationen teilten. Im Wohnteil war nur das Schlafzimmer für das älteste Paar abgetrennt, dort schliefen auch die Säuglinge und Kleinkinder. Vom Firstbalken hing ein schwenkbarer Kessel über der offenen Feuerstelle. Der Qualm muss unangenehm bis unerträglich gewesen sein, dichtete aber das Roggenstrohdach ab, räucherte Würste und Lederflaschen und verhinderte Mäuse und Ratten. Eines der Pallozas ist als Museum eingerichtet und zu besichtigen.

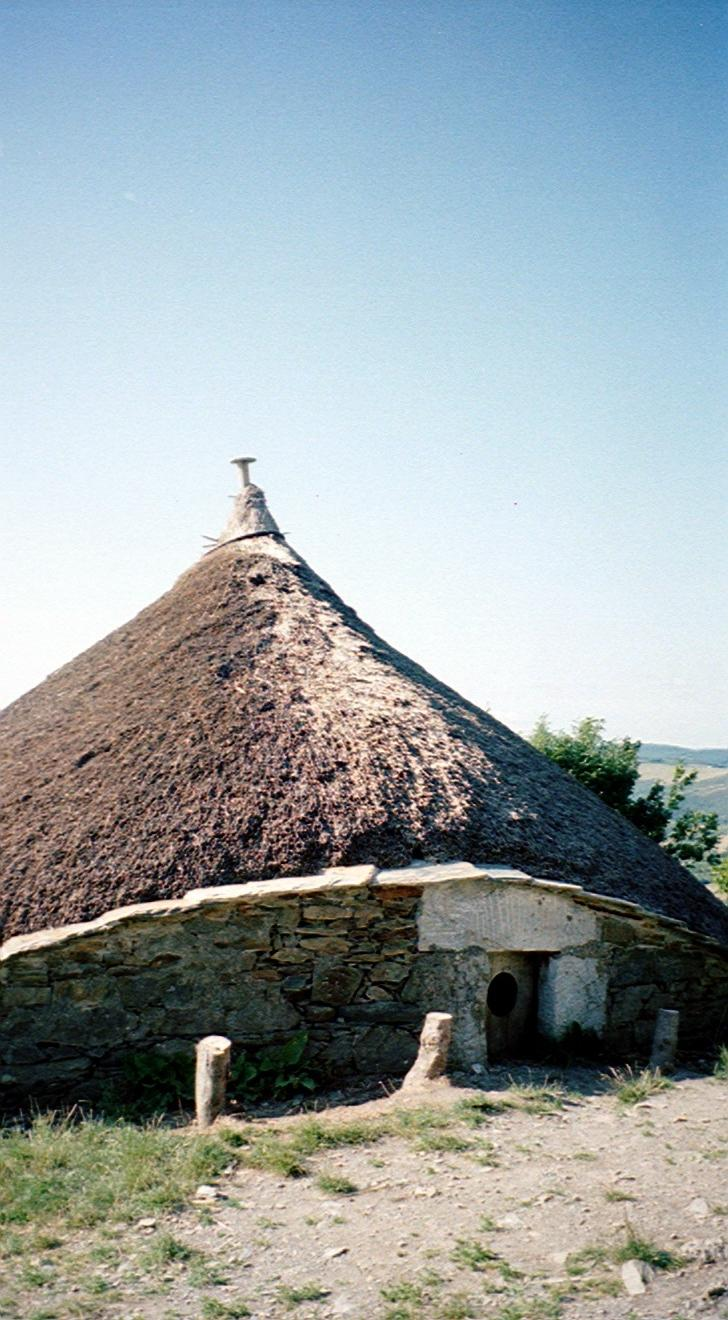
Palloza – galicische Rundhütte keltischen Ursprungs
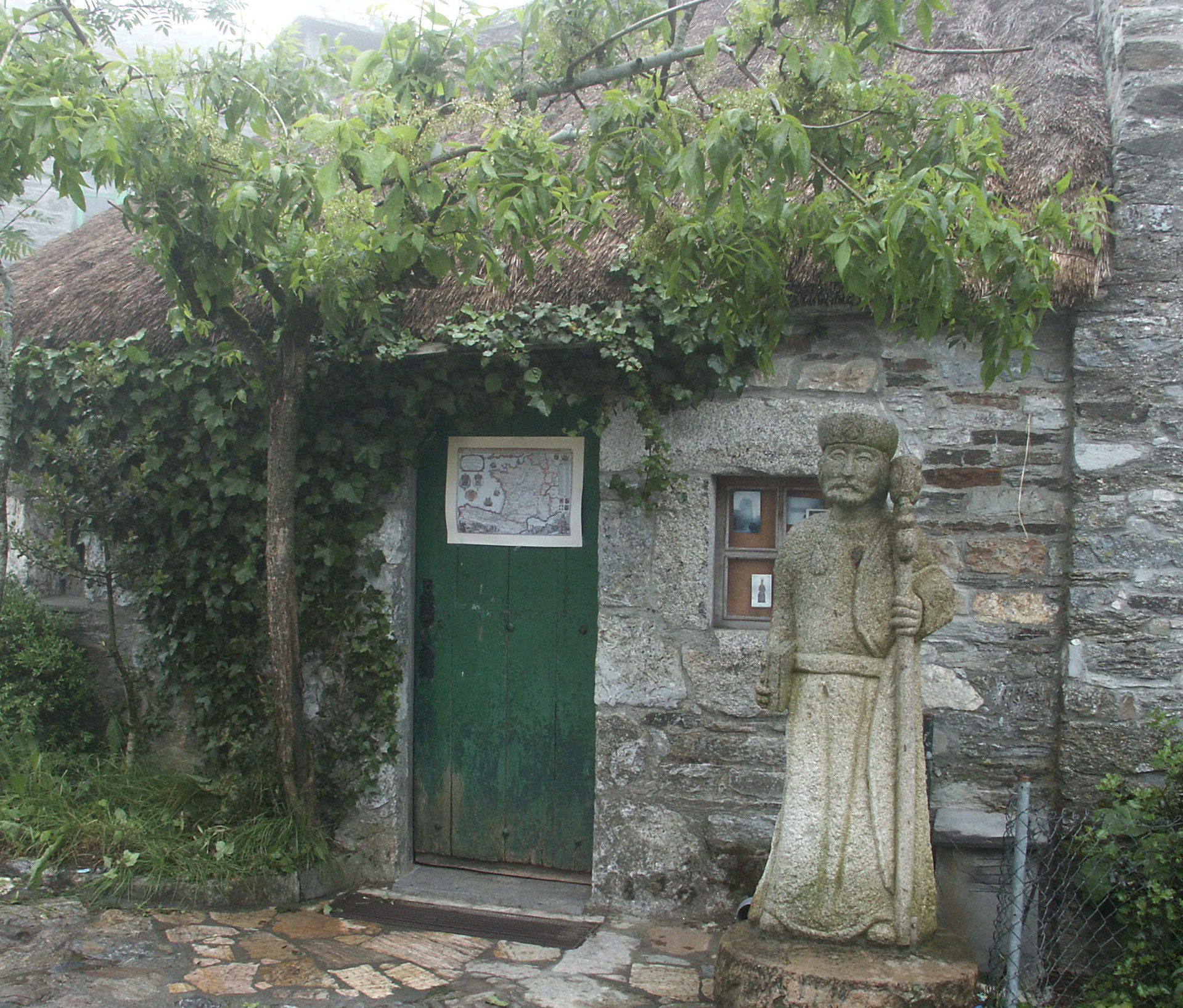
O Cebreiro Wohnhaus
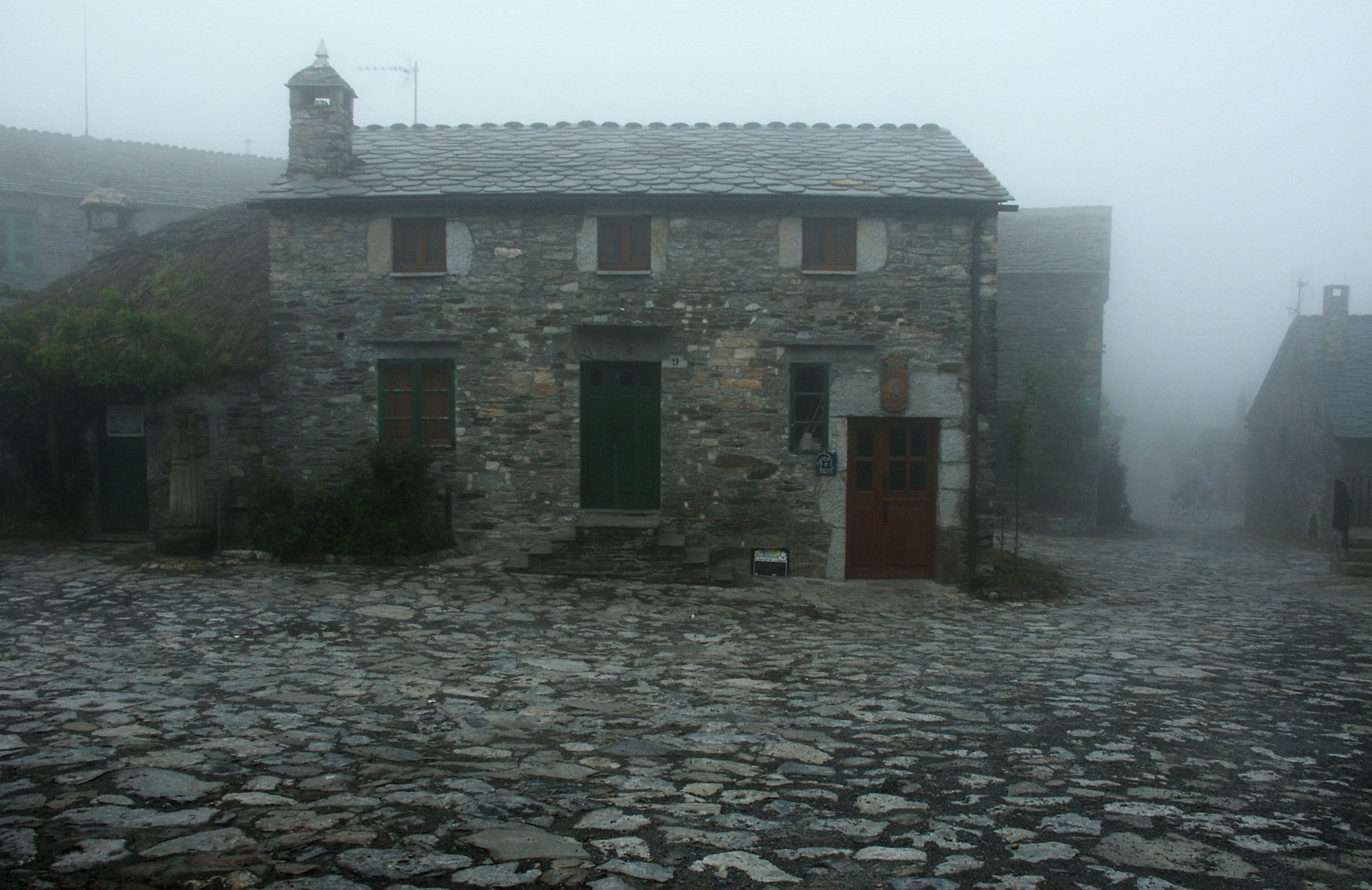
O Cebreiro Wohnhaus bei Nebel

## Gnadenbild von O Cebreiro
Das Gnadenbild der Santa Maria la Real oder der Heiligen Jungfrau vom Cebreiro aus dem 12. Jahrhundert wurde 1971 restauriert und ist alljährlich am 8. September Ziel einer Wallfahrt, an der schon bis zu 30000 Personen teilnahmen.

## Kulinarische Spezialitäten
Am Cebreiro gibt es mit dem Queixo/Queso Cebreiro einen traditionellen Frischkäse, der – kombiniert mit dem lokalen Honig – als Delikatesse gilt. Das Gericht heißt spanisch 'Queso con Miel'.

## Einrichtungen für Pilger
In O Cebreiro gibt es eine ganzjährig geöffnete Pilgerherberge, die im Sommer meist überfüllt ist und durch Zelte ergänzt wird. Neben der Kirche gibt es eine Pension. Es haben ganzjährig mindestens zwei Gaststätten geöffnet.